# 阿斯梅爾花卉拍賣會

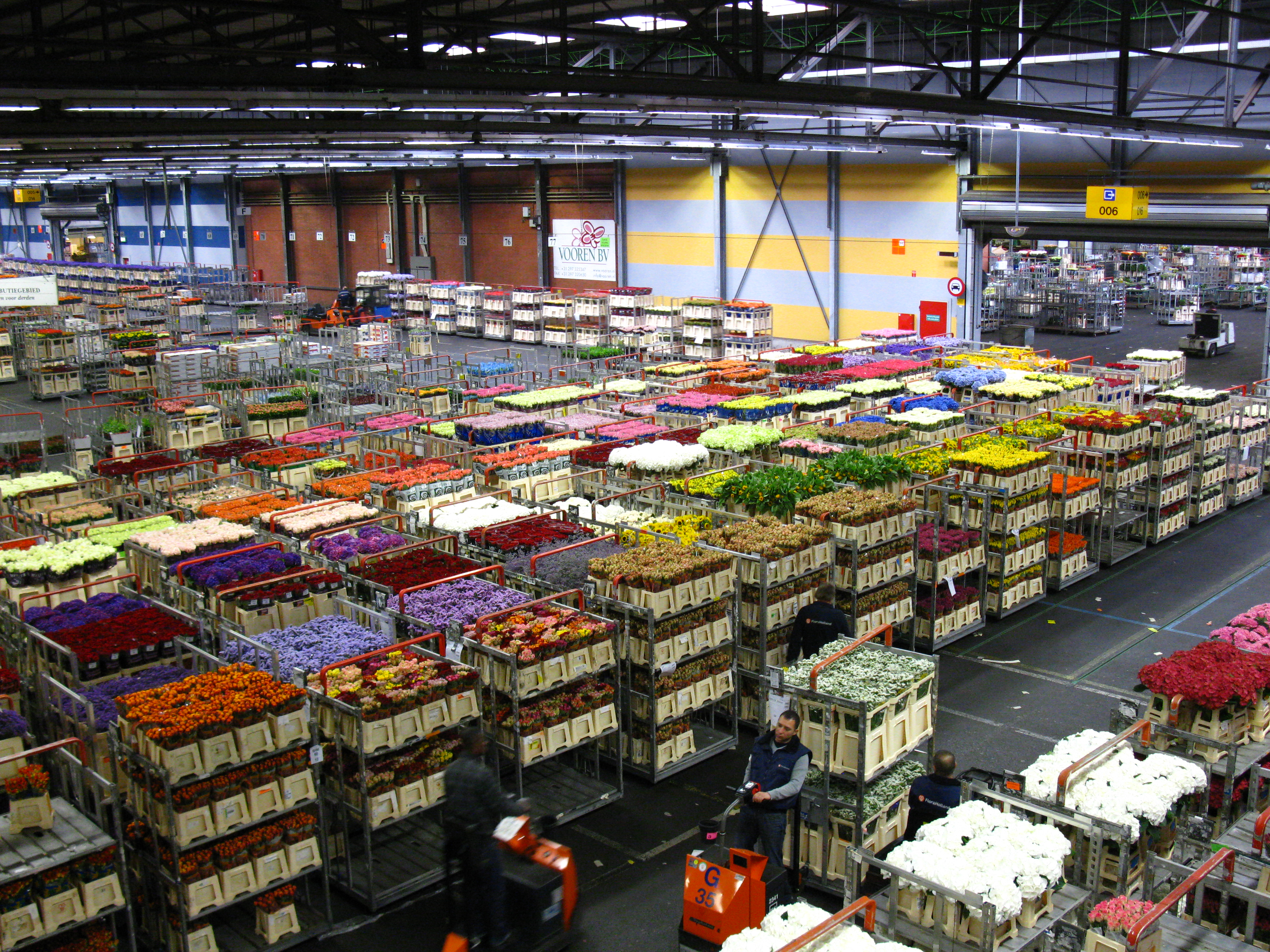
花市一景

阿斯梅爾花卉拍賣會（荷蘭語：Bloemenveiling Aalsmeer）是在荷蘭北荷蘭省阿尔斯梅尔舉行的花卉拍賣會，為世界上最大的花卉拍賣會。阿斯梅爾花卉拍賣大樓是世界上佔地第四大的建築，佔地518,000平方米。每天售出約4,300萬朵鮮花。

## 外部連結
- FloraHolland Flower Auction （页面存档备份，存于）